# انفلوران
انفلوران (به انگلیسی: Enflurane)
نام تجارتی : Ethrane
رده درمانی: بیهوش کنندهٔ عمومی استنشاقی
رده فارماکولوژیک: گاز هالوژن (مشتقات اتر)
اشکال دارویی: بالک (For Inhalation)

## مکانیسم اثر
مکانیسم اثر بیهوش کنندهٔ انفلوران به خوبی مشخص نیست. امّا احتمالاً این دارو از طریق دخالت در اعمال فیزیولوژیک غشاء سلول‌های عصبی مغز، اثرات خود را اعمال می‌کند.
- نکته از فارماکولوژی کاتزونگ : بیهوشی تحت تأثیر عوامل تعیین کنندهٔ سرعت القای آن(مثل: حلالیت دارو، فشار نسبی گاز استنشاقی، سرعت ونتیلاسیون، و میزان جریان خون ریوی) آغاز، و با توزیع مجدد دارو، از مغز به خون، و برداشت دارو توسط ریه‌ها، خاتمه پیدا می‌کند. هرچند که داروهای بیهوشی مثل هالوتان و متوکسی فلوران به میزان قابل توجهی توسط آنزیم‌های کبدی متابولیزه می‌شوند، ولی سرعت این متابولیسم اثری بر سرعت بازگشت از بیهوشی ندارد.

## موارد مصرف
- القاء و نگهداری بیهوشی عمومی
- داروی کمکی در سزارین

## طریقه مصرف
- جهت القاء و نگهداری بیهوشی عمومی و بعنوان داروی کمکی در سزارین:

دربالغین : به منظور القاء(Induction) بیهوشی عمومی، دارو با غلظت ۰٫۴ درصد تجویز می‌شود و سپس بر حسب نیاز به تدریج به غلظت آن افزوده می‌گردد. حداکثر غلظت دارو برای القاء بیهوشی ۴٫۵ درصد است. دوز نگهدارنده بین ۰٫۵ تا ۳ درصد است.
در کودکان : دوزاژ به صورت فردی تنظیم می‌شود.
- منبع دیگر:

در بالغین: برای القاء بیهوشی عمومی دوز دارو برای هر فرد، به طور جداگانه تعیین می‌شود. معمولاً از غلظت‌های ۲ تا ۴٫۵ درصد، در مدت ۷ تا ۱۰ دقیقه استفاده می‌شود.
- منبع دیگر:

القاء بیهوشی ابتدا با غلظت ۰٫۴ درصد V/V و بالابردن آن تا ۰٫۵ درصد V/V، طی هر چند تنفس، نگهداری بیهوشی یا MD با غلظت ۰٫۵ تا ۳ درصد V/V.

## موارد منع مصرف
- هیپرترمی بدخیم یا سابقه و زمینهٔ آن .

## موارد احتیاط
در موارد ذیل باید انفلوران را، با احتیاط تجویز کرد:
- اختلال عملکرد کبد
- اختلال عملکرد کلیه
- میاستنی گراو
- فئوکروموسیتوم

## تداخلات دارویی
- مصرف همزمان انفلوران با کاتکل آمین‌ها یا سایر داروهای سمپاتومیمتیک خطر آریتمی بطنی شدید را افزایش می‌دهد.
- مصرف انفلوران، احتمالاً اثرات داروهای ضد انعقاد خوراکی را افزایش می‌دهد.
- در صورت مصرف همزمان انفلوران با داروهای کاهنده فشار خون، کلرپرومازین و دیورتیکها، ممکن است اثر کاهش فشار خون این داروها تشدید شود.
- مصرف همزمان انفلوران با داروهای ضد میاستنی، اثر بلوک عصب-عضلانی این دارو را کاهش می‌دهد.
- مصرف انفلوران با داروهای مضعف سیستم عصبی مرکزی، اثرات ضعف CNS این داروها را افزایش می‌دهد.
- مصرف همزمان انفلوران با فنی توئین خطر مسمومیت کبدی ناشی از این دارو را افزایش می‌دهد.
- مصرف همزمان انفلوران با سوکسینیل کولین، خطر بروز هیپرترمی بدخیم را افزایش می‌دهد.
- مصرف همزمان گزانتینها با انفلوران، خطر بروز آریتمی قلبی را افزایش می‌دهد.

## عوارض جانبی
- در دستگاه اعصاب مرکزی: خواب آلودگی، کنفوزیون، اضطراب، هیجان، بی قراری، تشنج
- در قلب و عروق: تغییر در فشار خون، تاکی کاردی، دیس ریتمی‌های قلب
- در پوست: کبود شدن پوست
- در دستگاه گوارش: استفراغ، تهوع، درد شکم، بی اشتهایی
- در دستگاه ادراری تناسلی: بی اختیاری
- در دستگاه تنفسی : اشکال در تنفس، اسپاسم برونشیول‌ها.

نکته از فارماکولوژی کاتزونگ: هالوتان و انفلوران دو داروی بیهوشی عمومی هستند که با اثر مهاری خود بر میوکارد سبب کاهش برون ده قلبی می‌شوند.
نکته دیگر: عارضهٔ لرزش یکی از عوارض جانبی انفلوران می‌باشد که در صورت تداوم یا مزاحمت نیاز به توجه پزشکی دارد.